# Meeting Areva 2010
Meeting de Paris 2010 byl lehkoatletický mítink, který se konal 16. července 2010 ve francouzském městě Paříž. Byl součástí série mítinků Diamantové ligy 2010. Třetí místo v běhu na 800 m získal (časem 1:44,40) Marcin Lewandowski. Po doběhu však byl diskvalifikován za zkrácení dráhy v zatáčce.

## Výsledky
- Archiv výsledků zde [2]

### Muži
| Disciplína      | 1. místo                    | 2. místo                    | 3. místo                               |
| 100 m           | Usain Bolt 9,84             | Asafa Powell 9,91           | Yohan Blake 9,95                       |
| 400 m           | Jeremy Wariner 44,49        | Jermaine Gonzales 44,63     | Jonathan Borlée 44,77                  |
| 800 m           | Abubaker Kaki 1:43,50       | Mbulaeni Mulaudzi 1:44,11   | Bram Som 1:44,58                       |
| 110 m překážek  | David Oliver 12,89          | Ryan Wilson 13,12           | Ronnie Ash 13,21                       |
| 3000 m překážek | Brimin Kipruto 8:00,90      | Paul Kipsiele Koech 8:02,07 | Ezekiel Kemboi 8:03,79                 |
| Skok o tyči     | Renaud Lavillenie 591 cm    | Derek Miles 570 cm          | Maksym Mazuryk Łukasz Michalski 570 cm |
| Trojskok        | David Giralt 17,49 m        | Alexis Copello 17,45 m      | Wiktor Kuzniecow 17,21 m               |
| Hod oštěpem     | Andreas Thorkildsen 87,50 m | Teemu Wirkkala 83,77 m      | Tero Pitkämäki 83,33 m                 |

### Ženy
| Disciplína    | 1. místo                     | 2. místo                      | 3. místo                             |
| 200 m         | Allyson Felixová 22,14       | Shalonda Solomon 22,55        | Debbie Fergusonová-McKenzieová 22,62 |
| 1500 m        | Anna Alminovová 3:57,65      | Christin Wurth-Thomas 3:59,59 | Hind Dehiba 3:59,76                  |
| 5000 m        | Vivian Cheruiyotová 14:27,41 | Sentayehu Ejigu 14:28,39      | Elvan Abeylegesseová 14:31,52        |
| Skok do výšky | Blanka Vlašičová 202 cm      | Chaunté Loweová 200 cm        | Světlana Školinová 196 cm            |
| Skok daleký   | Brittney Reeseová 679 cm     | Naide Gomesová 673 cm         | Yargelis Savigneová 673 cm           |
| Vrh koulí     | Nadzeja Astapčuková 20,78 m  | Valerie Viliová 20,13 m       | Natalja Michněvičová 19,47 m         |
| Hod diskem    | Yarelis Barriosová 65,53 m   | Nicoleta Grasuová 63,78 m     | Sandra Perkovićová 63,62 m           |